# Comoara
Comoara es una localidad rumana de la comuna de Drăgănești-Vlașca, en el condado de Teleorman.

## Historia
En 1864 pasaron a residir en el lugar 102 personas. Hacia finales del siglo XIX la localidad pertenecía a la comuna de Tîrnava, en el antiguo condado de Vlașca.
En la segunda mitad del siglo XX la localidad había pasado a formar parte de la comuna de Drăgănești-Vlașca, en el condado de Teleorman. En el censo de 2021 la localidad tenía una población de 400 habitantes.